# Daniele Franceschini
Daniele Franceschini (ur. 13 stycznia 1976 w Rzymie) – włoski piłkarz występujący na pozycji lewego pomocnika.

## Kariera klubowa
Od 1993 Franceschini był członkiem młodzieżowej drużyny S.S. Lazio. W pierwszym zespole zadebiutował 21 kwietnia 1996 w zremisowanym 3:3 spotkaniu Serie A przeciwko Sampdorii. W Lazio włoski pomocnik nie mógł jednak liczyć na regularne występy, dlatego też w 1997 został wypożyczony do drugoligowego klubu Castel di Sangro. Rozegrał dla niego osiem meczów, a sezon 1997/1998 spędził w US Foggia. W drużynie tej wywalczył sobie miejsce w pierwszej jedenastce i wystąpił w 34 spotkaniach Serie B.
Latem 1998 Franceschini odszedł do Chievo Werona. W dwóch pierwszych sezonach grał w podstawowej jedenastce, ale Chievo plasowało się wówczas w dolnej części ligowej tabeli. Podczas rozgrywek 2000/2001 Włoch rozegrał tylko dziesięć meczów i miał mały wkład w awans klubu z Werony do pierwszej ligi. Na drugą część sezonu 2003/2004 Franceschini został wypożyczony do Lecce. Zaliczył dla niego piętnaście występów, strzelił dwie bramki i zajął dziesiąte miejsce w tabeli Serie A. Następnie włoski gracz powrócił do Chievo, gdzie przez dwa kolejne sezony rozegrał 66 pojedynków w pierwszej lidze.
W letnim okienku transferowym w 2006 Franceschini podpisał kontrakt z Sampdorią. Ligowy debiut w jej barwach zanotował 10 września podczas przegranego 1:2 spotkania przeciwko Empoli FC. W sezonie 2006/2007 włoski gracz zajął z Sampdorią dziewiąte miejsce w lidze, a w sezonie 2007/2008 dzięki zajęciu szóstej lokaty zapewnił sobie awans do Pucharu UEFA. Przez 3 sezony Włoch był podstawowym graczem swojej drużyny, jednak od rozgrywek 2009/2010 stał się rezerwowym. Po sezonie został wolnym zawodnikiem. Następnie został graczem klubu Atletico Roma, w którego barwach w 2011 zakończył karierę.
W swojej karierze rozegrał 245 spotkań i zdobył 19 bramek w Serie A.